# Ardisia calvarioana
Ardisia calvarioana är en viveväxtart som beskrevs av C.L. Lundell. Ardisia calvarioana ingår i släktet Ardisia och familjen viveväxter. Inga underarter finns listade i Catalogue of Life.